# Santia mawsoni
Santia mawsoni là một loài chân đều trong họ Santiidae. Loài này được Hale miêu tả khoa học năm 1937.